# Tim Sweeney
Timothy D. Sweeney (Potomac, 1970) é um desenvolvedor de jogos e conservacionista norte-americano, conhecido por fundar a Epic Games.